# Aneurysma

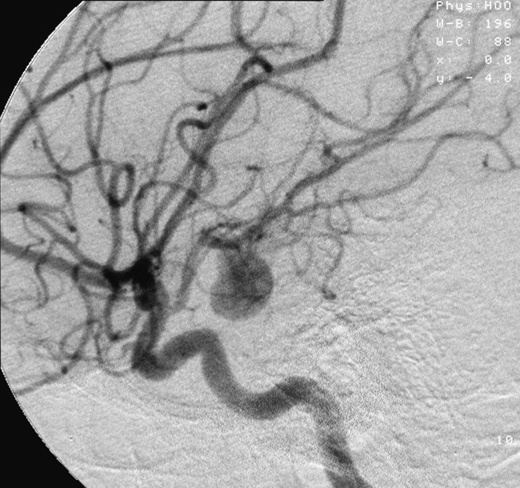
Aneurysma. Angiogram van een slagader in de hersenen. De contraststof (op deze opname zwart) is door middel van een katheter in de slagader gespoten. Het aneurysma is zichtbaar als een uitstulping aan de slagader.

Een aneurysma (Grieks ἀνεύρυσμα, meervoud aneurysmata) is een plaatselijke verwijding van een (meestal) slagaderlijk bloedvat, als gevolg van een ter plaatse zwakke vaatwand. Het meest voorkomend is een aneurysma van de aorta, de slagader in de buik of het abdomen. Men spreekt in dat geval van een abdominaal aorta-aneurysma (AAA). Een aneurysma van de aorta ter hoogte van de borstkas, is een thoracaal aorta-aneurysma (TAA). Een aneurysma gaat meestal niet gepaard met klachten.
Vroeger dacht men aan  atherosclerose of slagaderverkalking als oorzaak van een aneurysma. Tegenwoordig wordt een degeneratief proces in de wand van de aorta als oorzaak gezien. Hierbij is het evenwicht verstoord tussen eiwitten die de aortawand opbouwen, en andere eiwitten die hem afbreken. Tevens kunnen erfelijk bepaalde stoornissen in de opbouw en stevigheid van de vaatwand leiden tot het ontstaan van aneurysmata op jeugdige leeftijd. Naast afwijkingen in de opbouw en de stevigheid van de vaatwand, spelen mogelijk ook bepaalde ontstekingsreacties een rol. Verder zorgt roken voor slijtage van de aderen. Rokers lopen een aanzienlijk groter risico op een aneurysma dan niet-rokers, en als het aneurysma er eenmaal is, groeit deze sneller bij rokers en ex-rokers dan bij niet-rokers.

## Symptomen
Een aneurysma van de lichaamsslagader in de buik, ofwel een aneurysma aortae abdominalis, heeft men meestal zonder symptomen. Mensen met een AAA weten dan ook meestal niet dat zij een aneurysma hebben. Soms worden klachten als een kloppend gevoel in de (boven)buik of pijn in de rug, door het drukken van het aneurysma op de wervelkolom, beschreven. Meestal is een gevonden AAA een toevalsbevinding bij radiologisch onderzoek voor een andere medische indicatie, zoals een echografie van het hart (een echocardiografie) of een CT-scan van de nieren. Als de grootte van het aneurysma toeneemt, verzwakt de vaatwand ter plaatse verder, en kan er een scheur in de vaatwand ontstaan. Dit is een levensbedreigende situatie, waarbij er door bloeding een tekort aan circulerend bloed ontstaat, met weefsel-/orgaan-schade en zelfs de dood tot gevolg. Een scheuring van het aneurysma is lastig te herkennen, maar alarmsignalen zijn flauwvallen/bleekheid, en acute pijn in de buik of in de onderrug. Bij een aneurysmaruptuur van de aorta in de buik is deze bloeding in 75% van de gevallen dodelijk. Meer dan 50% van de patiënten overlijdt voor aankomst in het ziekenhuis, waarna nog eens meer dan 50% van de geopereerden overlijdt tijdens de operatie. Een aneurysmaruptuur in de ribbenkast (borstholte) is vrijwel altijd dodelijk.

## Erfelijkheid
Er is waarschijnlijk sprake van enige vorm van erfelijkheid, aangezien de aandoening vaker voorkomt binnen sommige families. Medische  vakliteratuur wijst uit dat ongeveer 25% van de personen met een AAA één, of meerdere aangedane eerstegraads familieleden heeft. Broers en zussen van aneurysmapatiënten laten zich dikwijls preventief onderzoeken op symptomen van een aneurysma.

## Diagnose (opsporing) en behandeling van een AAA
Vanwege het levensbedreigende karakter, is het aan te raden een verdenking op een aneurysma goed te laten onderzoeken. Lichamelijk onderzoek alleen sluit een aneurysma nooit uit. Als gouden standaard voor het aantonen van een aneurysma wordt een echografie van de buik gebruikt. Hierbij kan men nauwkeurig de juiste diameter van het verwijde bloedvat bepalen. Hierbij houdt men de grootst te meten voor-achterwaartse diameter, de Anterior-Posterior- of AP-diameter, aan. Als arbitraire grens wordt een diameter van 55 mm gebruikt bij mannen en 50 mm bij vrouwen. Uit onderzoek is gebleken dat vanaf deze diameter het risico op een vaatbreuk of ruptuur reëel is, en de risico's van een operatie niet meer opwegen tegen het risico op scheuren. 
Een CT-scan met contrastvloeistof laat precies zien hoe de vaatboom rond de aorta eruitziet. Dit bepaalt ook of men laparo-tomisch, via het openen van de buikholte, of endovasculair (vanuit de vaten na benadering in de liesslagader(s)) opereert. Men kiest respectievelijk voor het inhechten van een aortabifurcatieprothese, ook wel broekprothese genoemd, of een endovasculaire stent op maat. Laatstgenoemde procedure staat bekend als EVAR; Endovascular Aneurysm Repair. 
Een belangrijke complicatie van een EVAR operatie zijn endoleaks, waarbij bloed langs de stent lekt. Er worden vijf typen endoleaks onderscheiden:
- Type 1; een lekkage waar de stent vastzit aan het bloedvat 
  - 1a - proximaal
  - 1b - distaal
  - 1c - verstopper arteria iliaca
- Type 2; het vullen van het aneurysma via zijtakken (o.a. arteria mesenteria inferior en met name lumbale arteriën L2-L4), tevens de meestvoorkomende endoleak
  - 2a - enkel vat
  - 2b - twee of meer zijtakken betrokken
- Type 3; bloedlek door een defect in de stent 
  - 3a - lekkage tussen onderdelen van de stent
  - 3b - breuken of gaten in de stent
- Type 4; bloedlekkage door de stent heen t.g.v. poreusheid van de stent
- Type 5; toenemende grootte van aneurysma sac zonder daadwerkelijk lek te bewijzen

## Acuut medisch ingrijpen bij ruptuur
Op het moment dat een aneurysma scheurt, telt iedere minuut. Na het maken van een CT-scan kiest men meestal voor de laparotomische procedure voor het inhechten van een broekprothese. Een duidelijk protocol en een goede samenwerking van de spoedeisende hulp, de afdeling radiologie, de anesthesist, de vaatchirurg en het OK-personeel, zijn essentieel voor het overleven van de patiënt.
De peri-operatieve mortaliteit, het percentage patiënten dat tijdens of na de operatie overlijdt, van een geruptureerd AAA is zeer hoog: ongeveer 20% bij de EVAR-methode, en ongeveer 50% bij de conventionele open methode.